# Prunus fordiana
Prunus fordiana är en rosväxtart som beskrevs av Stephen Troyte Dunn. Prunus fordiana ingår i släktet prunusar, och familjen rosväxter.

## Underarter
Arten delas in i följande underarter:
- P. f. fordiana
- P. f. racemopilosa